# Rajzelemzés
A rajzolás az ember egyik legősibb kifejezési formája és egyben a legfontosabb művészi kifejezési formák egyike is. Az egyedfejlődés során, mint a pszichomotoros tevékenység egyik formája már korán megjelenik. A pszichológia a 20. század vége felé figyelt fel a gyermekrajzok jelentőségére. 
A rajzoláson alapuló vizsgálati módszereket nemcsak a klinikumban, hanem a pedagógiában (Kárpáti, 1995[a. Kárpáti, A. (1995)], 2005[b. Kárpáti, A. (2005)]), etnográfiában, művészetpszichológiában is széleskörűen használják.
A klinikumban részben mint diagnosztikus eszköz (Hárdi, 2002[e. Hárdi, I. (2002)]), részben pedig mint terápiás segédeszköz nyer alkalmazást a rajzoltatás. Megkülönböztetünk nem tematikus, szabad rajzokat és megadott témájú rajzokat. A rajztesztek pszichoterápiás felhasználása mélylélektani képzettség nélkül nem lehetséges. Az elkészített rajz a pszichoterápiás kapcsolat esetében a terápiás kommunikáció része. A beteg azon kívül, hogy kifejezi magát, üzen is vele a terapeutának (Vass, 2006[c. Vass, Z. (2006)]).
A rajzelemzés (rajzvizsgálat) a képi kifejezéspszichológia tudományterületének része, amellyel többféle diszciplína is foglalkozik (Vass, 2011a[d. Vass, Z. (2011a)]). El kell különíteni ezért pszichológiai, pszichiátriai, pedagógiai, gyógypedagógiai, művészettörténeti megközelítéseket. A rajzelemzést többféle képzési területen és szinten oktatják, szerepel például a pszichológiai és a pedagógiai alapképzésben, a művészetterapeuták és a klinikai szakpszichológusok továbbképzésében is. Hazánkban a legmagasabb szintű, egyetemi képzést jelenleg a Károli Gáspár Református Egyetem képi kifejezéspszichológiai szaktanácsadó képzése nyújtja négy félévben (OH-FHF/263-3/2008), illetve a Rajzelemzés lépésről lépésre (Egyéni és közös rajzvizsgálat) című, akkreditált továbbképzés 90 órában (OKM-2/13/2008, Vass Zoltán vezetésével). A művészetterápiás képzés részeként szerepel a Művészetterápia Pécsi Tudományegyetem Művészeti és Általános Orvostudományi Karán (26/2003 OM, Tényi Tamás), illetve Budapesten, Antalfai Márta irányításával (katarzisélményre épülő komplex művészetpszichoterápia).
A rajzok gyermeknél és felnőttnél is kifejezik a rajzoló egyéniségét, személyiségét, lelki-, fizikai, érzelmi, egészségi állapotát, jellemzik kapcsolatait, viszonyát külső és belső világához (Vass, 2011b[d. Vass, Z. (2011b)]).
Különböző rajztesztek és rajzvizsgálati módszerek léteznek, melynek értékelését az erre szakosodott szakemberek (elsősorban pszichológusok, pszichiáterek) végzik. 
Sem Magyarországon, sem külföldön nem létezik olyan foglalkozás vagy végzettség, amelyet "rajzelemzőnek" neveznének, hiszen egy módszerről van szó, amely csak más alapképzettség hátterén alkalmazható. A képi kifejezéspszichológiához tartozó, tudományos szemléletű rajzelemzést (rajzvizsgálatot) el kell különíteni az ezoterikus és misztikus iskoláktól, amelyek áltudományként foglalkoznak vele, és spekulatív szimbólumelemzést végeznek (Vass, 2011a[d. Vass, Z. (2011a)]).

## A rajzvizsgálati módszerek típusai
A rajzvizsgálati módszerek repertoárja igen gazdag. Fel kell sorolni köztük konstitutív, interpretatív, katartikus és konstruktív teszteket (Frank, 1939 csoportosítását követve, idézi Vass, 2006[c. Vass, Z. (2006)]), illetve perceptív (észlelési), apperceptív (jelentéstulajdonítási) és produktív projektív eljárásokat (Allport, 1961 rendszere szerint, lásd Vass, 2006[c. Vass, Z. (2006)]). 
A mai szemlélet szerint (Vass, 2011a[d. Vass, Z. (2011a)]) a rajzelemzési módszereket kilenc csoportra lehet osztani: 
- (1) összetett rajztesztek: ház-, fa-, állat-, ember-, szabadrajz-teszt (HTAPPF); ház-, fa-, emberrajz-teszt (HTP); színes ház-, fa-, emberrajz-teszt (Chromatic HTP); dinamikus rajzvizsgálat (DRV);
- (2) emberrajz-tesztek: Goodenough-Harris emberrajz-teszt (DAM); Machover-féle emberrajz-teszt (DAP); Koppitz-féle emberrajz-teszt (HFD); „Ember az esőben” teszt; Rosenberg-féle emberrajz-teszt; Nyolcszoros Újrarajzolási Teszt (8CRT); emberpár-rajzteszt;
- (3) farajz-tesztek: Koch-féle farajz-teszt; Bolander-féle farajz-teszt; Stora-féle farajz-teszt; négyfa-teszt (fa, másik fa, képzeletbeli fa, beteg fa); háromfa-teszt; facsalád-rajz]; fa vihar előtt, viharban és vihar után technika;
- (4) családrajzok és kapcsolódó témák: Hulse-féle családrajz (DAF); Corman-féle családrajz (FD); állatcsaládrajz (AFD); elvarázsolt családrajz; napcsalád-rajz; projektív anya-gyermek rajz; madárfészek rajz (BND); ötlépéses intervenciós modell;
- (5) kinetikus rajztesztek: kinetikus családrajz (KFD); kinetikus állatcsaládrajz (AKFD); kinetikus ház-, fa-, emberrajz-teszt (KHTP); kinetikus iskolarajz (KSD); kinetikus óvodarajz (KKD, KNSD); regrediált kinetikus családrajz (RKFD); kinetikus kórházrajz (KHD); kinetikus munkahelyrajz (KBD); kinetikus politikai rajz (KPD); kinetikus vallásos rajz (KRD);
- (6) többszemélyes rajzvizsgálat: kollaboratív rajztechnika (CDT); közös családi vakáció-technika; közös rajzvizsgálat (DTM);
- (7) firkatesztek és spontán firkák: Meurisse-firkateszt; Grätz-firkateszt; Kutash és Gehl-firkateszt; Psychogalaxy-firkateszt;
- (8) színes rajztesztek: Lüscher-teszt, színpiramis-teszt, Rapp-féle színteszt; Metanoia mentorálási módszer; Színkulcs-teszt stb.,
- (9) speciális rajztesztek: nemlétezőállat-rajzteszt (NEAT); Hatvan Másodperces Rajzteszt (SSDT); projektív útrajz; többdimenziós rajzteszt (MDDT); élettér-teszt; ujjal festés; kerékpár-teszt; időrajzok; órateszt.

## Alkalmazási területek
- pszichológia, pszichodiagnosztika,
- pszichiátria,
- gyógypedagógia, pedagógia,
- művészetterápia,
- lelki egészségvédelem,
- pszichoanalízis: a tudattalan képi világának jelentősége

## Úttörők
- Oscar Pfister (1873-1956) - először alkalmazza terápiában a rajzoltatást
- Herman Rorschach (1884-1922) - két tanulmány elmebetegek művészi alkotásairól

## Magyar tudósok, kutatók
- Jakab Irén
- Gerő Zsuzsa
- Kárpáti Andrea
- Hárdi István
- Vass Zoltán
- Feuer Mária

## Külső hivatkozások
- Könyvek, cikkek a rajzelemzésről
- Képi kifejezés és a tudattalan
- Interjú Hárdi Istvánnal és könyvismertető
- Interneten kitölthető rajztesztek
- Hírek a rajzelemzésről a Facebookon
- Számítógépes rajzelemző program
- Egyetemi szintű rajzelemzési képzés

## Tudományosan megalapozott képzések Magyarországon
- Rajzelemzés lépésről lépésre (90 óra)
- Képi kifejezéspszichológiai szaktanácsadó, Károli Gáspár Református Egyetem
- Művészetterápia, Pécsi Tudományegyetem Művészeti és Általános Orvostudományi Kar
- Katarzisz Komplex Tematikus Művészetterápia

## Ajánlott szakirodalom magyar nyelven
- Bagdy, E. (1988). A Machover-Baltrusch-féle alakrajz teszt. In: Mérei F.-Szakács F. (szerk) Pszichodiagnosztikai vademecum II/2. Budapest: Tankönyvkiadó, 148-183.
- Feuer, M. (1992). A gyermekrajzok pszichológiai vonatkozásai. Budapest: Géniusz.
- Feuer, M. (2000). Gyermekrajzok fejlődéslélektana. Budapest: Akadémiai Kiadó.
- Gerő, Zs. (2002). A gyermekrajzok esztétikuma és más írások. Budapest: Flaccus, 7-14.
- Hajnal, Á. (1995). A rajzvizsgálat helye a pszichodiagnosztikában. Budapest: SOTE Magatartástudományi Intézet MAPET-Végeken Alapítvány (Magatartástudományi füzetek 2.), 3-28.
- Halász, A. (1993). A családrajz jelentősége a gyermekterápiában. In: A gyermek-pszichoterápia elmélete és gyakorlata III. Budapest: Nemzeti Tankönyvkiadó, J2-1642.
- Hárdi, I. (1991). Dinamikus állatrajzvizsgálat. Psychiatria Hungarica, 4, 279-290.
- Hárdi, I. (1993). A dinamikus rajzvizsgálat 40 éve. Psychiatrica Hungarica, 8, 5, 439–450.
- Hárdi, I. (2002). Dinamikus rajzvizsgálat. Budapest: Medicina.
- Hárdi, I., Vass, Z. (2010) (Szerk.). A S.I.P.E. VI. Magyarországi Kollokviuma (SIPE VI. Hungarian Colloquium). Budapest: Szervezési és Vezetési Tudományos Társaság (146 oldal)
- Harsányi, I. (1968). Iskolások családrajza mint a családi relációk és az önértékelés feltárásának eszköze. Pszichológiai Tanulmányok VIII. Budapest: Akadémiai Kiadó, p. 171-195.
- Harsányi, I. és G. Donáth, B. (1978). A farajzvizsgálat. Magyar Pszichológiai Szemle, 35, 3-18.
- Jakab, I. (1998): Képi kifejezés a pszichiátriában. Budapest: Akadémiai Könyvkiadó.
- Kárpáti, A. (2001). Firkák, formák, figurák. A vizuális nyelv fejlődése a kisgyermekkortól a serdülőkorig. Budapest: Dialóg Campus.
- Kárpáti, A. (Szerk.) (1995). Vizuális képességek fejlődése. Budapest: Nemzeti Tankönyvkiadó.
- Kárpáti, A., Köves, Sz. (szerk.). (1999 és 2001). Juveníliák I-II. Budapest: Magyar Iparművészeti Egyetem.
- Mérei, F, V. Binét, Á. (1975). Gyermeklélektan. Budapest: Gondolat.
- Sehringer, W., Vass, Z. (szerk). (2005). Lelki folyamatok dinamikája a képi világ diagnosztikában és terápiában. Budapest: Flaccus.
- Süle, F. (1988). A Fa-rajz-teszt. In: Mérei F.-Szakács F. (szerk) Pszichodiagnosztikai vademecum II/2. Budapest: Tankönyvkiadó, 89-148.
- Vass, Z. (2001). A kinetikus családrajz (Kinetic Family Drawing) alkalmazása a pszichodiagnosztikában. Magyar Pszichológiai Szemle, 56, 107-135.
- Vass, Z. (2002). Bevezetés Gerő Zsuzsa gyermekrajz-pszichológiájába. In: Gerő, Zs. (2002). A gyermekrajzok esztétikuma és más írások. Budapest: Flaccus, 7-14.
- Vass, Z. (2003). A rajzvizsgálat pszichológiai alapjai (Formai-szerkezeti rajzelemzés). Budapest: Flaccus. (343 oldal)
- Vass, Z. (2006). A rajzvizsgálat pszichodiagnosztikai alapjai. Budapest: Flaccus. (927 oldal)
- Vass, Z. (2007) (Szerk.). Gerő Zsuzsa: A gyermekrajzok esztétikuma és más írások. Budapest: Flaccus. (236 oldal)
- Vass, Z. (2007). Formai-szerkezeti rajzelemzés. Budapest: Flaccus. (343 oldal)
- Vass, Z., Perger, M. (2011). A kinetikus iskolarajz[halott link]. Iskolapszichológia 32, ELTE Eötvös Kiadó (77 oldal)
- Vass, Z. , Vass, V. (2011). A közös rajzok pszichológiai értelmezése. Budapest: Flaccus Kiadó (62 oldal)
- Vass, Z. (2011). A hétlépéses képelemzési módszer. Budapest: Flaccus Kiadó (52 oldal)
- Vass, Z. (2011). A többdimenziós rajzteszt. Budapest: Flaccus Kiadó (52 oldal)
- Vass, Z. (2011). A psychological interpretation of drawings and paintings. The SSCA method: A systems analysis approach. Budapest: Alexandra. (928 oldal).
- Vass, Z. (2011). A képi kifejezéspszichológia alapkérdései - szemlélet és módszer. Budapest: L’Harmattan (241 oldal).
- Vass, Z. , & Vass, V. (2011). Egyéni és közös rajzvizsgálat. In: Császár-Nagy, N., Demetrovics, Zs., Vargha, A. (Eds.). A klinikai pszichológia horizontja (pp. 201-248). Budapest: L’Harmattan.